# Принцип найменшого здивування
При́нцип найме́ншого здивува́ння (англ. Principle of least astonishment) POLA застосовується до дизайну інтерфейсу користувача, розробки програмного забезпечення і ергономіки.
Принцип каже, що коли два елементи інтерфейсу конфліктують, або неоднозначні, їх поведінка має бути такою, що найменше здивує користувача. Зокрема, програміст повинен думати про поведінку програми, як про природну для користувача, а не як природну для того, хто знає внутрішню будову програми.
Ця практика також включає в себе встановлення адекватних параметрів за замовчуванням.

## Приклади
- Користувач збирається ввести логін та пароль для програми або вебсайту, і раптом отримує миттєве повідомлення. Деякі клієнти миттєвих повідомлень відразу захоплюють фокус клавіатури і переміщають його в своє вікно, оскільки припускають що користувач захоче відповісти на повідомлення. А в дійсності, користувач може сильно здивуватись, виявивши, що він тільки що ввів свій пароль у IM клієнт і послав його друзям. Цей конфлікт виникає тому, що дві програми не знають про існування одна одної, і не можна легко визначити, коли вони можуть заважати одна одній. Для того щоб уникнути таких конфліктів, операційна система може обмежити взаємодію різних програм, наприклад, шляхом запобігання перехоплення фокусу.